# Inkarneret (album)
 For alternative betydninger, se Inkarneret (flertydig). (Se også artikler, som begynder med Inkarneret)
Inkarneret er det andet studiealbum fra den danske rapper L.O.C., der udkom den 28. april 2003 af Virgin Records. Det er produceret Rune Rask og Troo.L.S. Albummet gik ind som nummer seks på hitlisten i sin første uge, og har modtaget platin for 40.000 solgte eksemplarer.

## Spor
Alt tekst skrevet af Liam O'Connor, alt musik komponeret af Rune Rask og Troo.L.S.
| #   | Titel                                                 | Længde |
| --- | ----------------------------------------------------- | ------ |
| 1.  | "Hvor er de henne?" (featuring Troo.L.S.)             | 4:42   |
| 2.  | "Pop det du har (jeg er så nar'lig)"                  | 3:51   |
| 3.  | "Snakker ikk' med nogen"                              | 4:11   |
| 4.  | "Hvem"                                                | 3:27   |
| 5.  | "Inkarneret" (featuring Troo.L.S.)                    | 3:47   |
| 6.  | "Hva' så homie" (featuring U$O, Suspekt og Troo.L.S.) | 3:41   |
| 7.  | "Gi den gas"                                          | 3:49   |
| 8.  | "Firser nitter"                                       | 3:21   |
| 9.  | "De bitches"                                          | 3:48   |
| 10. | "Undskyld"                                            | 5:04   |
| 11. | "V.I.P. II" (featuring U$O)                           | 2:57   |
| 12. | "Engang var vi små"                                   | 4:02   |
| 13. | "Hold dig til din"                                    | 3:54   |
| 14. | "Horn eller vinger"                                   | 3:53   |
| 15. | "Fremme i skoene"                                     | 19:17  |

Noter
- "Pop det du har (jeg er så nar'lig)" og "De bitches" vokal af Szhirley.
- "Engang var vi små" indeholder sample fra "Bevidstløse brandt" af Charlatangruppen.